# Borets i kloun
Borets i kloun (russisk: Борец и клоун) er en sovjetisk spillefilm fra 1957 af Boris Barnet og Konstantin Judin.

## Medvirkende
- Stanislav Tjekan som Ivan Poddubnyj
- Aleksandr Aleksandrovitj Mikhajlov som Anatolij Leonidovitj Durov
- Jurij Medvedev som Nikita
- Ija Arepina som Mimi
- Boris Petker som Giuseppe Truzzi